# معلم (فیلم ۲۰۲۳)
معلم (عربی: الأستاذ‎) فیلم درام به نویسندگی و کارگردانی فرح نابلسي است. صالح بکری، ایموجن پوتس و محمد عابد الرحمان از بازیگران آن به‌شمار میروند. این فیلم در چهل و هشتمین جشنواره بین المللی فیلم تورنتو در ۹ سپتامبر ۲۰۲۳ میلادی به نمایش درآمد.